# نوفپ
نوفَپ (به انگلیسی: NoFap) به معنای تحت‌الفظی «خودارضایی ممنوع»، نام یک وب‌سایت و تالار گفتگوی مجازی است برای پشتیبانی از کسانی که می‌خواهند از پورنوگرافی و خودارضایی دوری کنند.

## پایه‌گذاری
نوفپ در ژوئن ۲۰۱۱ توسط الگزاندر رودز و پس از داغ شدن یک موضوع در وب‌سایت ردیت در رابطه با یافته‌های یک پژوهش چینی به سال ۲۰۰۳ مبنی بر این که مردانی که تا ۷ روز خودارضایی نمی‌کنند، یک جهش ۱۴۵٫۷ درصدی در میزان تستوسترونشان پدید می‌آید، پایه‌گذاری شد.
نوفپ در ابتدا یک زیرتالار وب‌سایت ردیت بود. در آغاز آقای رودز چالش‌های ماهیانه و هفتگی برای گروه کوچکی از اعضای تالار در نظر می‌گرفت اما بعدها گردانندگان این تالار یک روزشمار برای اعضا تعیین کردند. این به اعضا امکان می‌داد که خودشان در تعیین چالش‌هایشان شریک باشند.

### وبگاه مستقل NoFap.com
از آنجا که در طی دو سال کاربران این تالار گفتگو بیش از سه برابر شدند، رودز وب‌سایت NoFap.com را به صورت جداگانه به راه انداخت تا بتواند بهتر به طرفداران در حال رشد خود در کشورهای برزیل، آلمان و چین، خدمات ارائه کند. NoFap.com وب‌سایت تالارگونه‌ای است که افرادی که طی مدتی مشخص از پورنوگرافی و خودارضایی کردن پرهیز می‌کنند، می‌توانند تجربه‌هایشان را با دیگران در میان بگذارند و در چالش‌هایی شریک شوند که به روند بهبودیشان از اعتیاد به پورن کمک کند. NoFap.com در کنار تالار گفتگوی نوفپ در ردیت فعالیت می‌کند.

## عضویت
نوفپ تا ژانویه ۲۰۱۷ در ردیت بیش از ۲۰۰٬۰۰۰ مشترک دارد و دویست و چهل و هفتمین زیرتالار پربازدید این وب‌سایت است.

### مردم‌نگاری
نوفپ از هر گروهی، از خداناباوران گرفته (همچون پایه‌گذار آن) تا بنیادگرایان مسیحی عضو دارد. زنان نیز بخشی از نوفپ هستند. اعضای سایت خود را «فضانوردان جق (Fapstronauts)» می‌نامند. برخی از آن‌ها خود را معتاد پورن می‌دانند که از نوفپ درخواست کمک دارند و برخی دیگر نیز تنها برای به چالش کشیدن خود یا بهبود ارتباط بین فردی در آن عضو می‌شوند.

### باورها
برخی اعضای نوفپ پس از پرهیز طولانی‌مدت از خودارضایی کردن و دیدن پورن، ادعا کرده‌اند که «یک جهش عظیم در اعتماد به نفس، تراز انرژی، غلظت، درک روانی، انگیزه‌ها، عزت نفس، توازن احساسی، خوشحالی، انرژی جنسی و تمایل به جنس مخالف را در خود احساس کرده‌اند». برخی کاربران نوفپ نیز گفته‌اند که پورن در واقع جای رابطه جنسی واقعی را در ذهن آن‌ها گرفته بوده است.
در دنیای پزشکی باور بر این است که خودارضایی متعادل هیچ ضرری برای فرد در برندارد. اما تماشای پورن تاثیرهایی روی فرد دارد که برای آگاهی از آن‌ها می‌توانید به مقاله تأثیرات پورنوگرافی مراجعه کنید.

## بازخوردها
برخی روزنامه‌نگاران نوفپ را به نقد کشیده‌اند که بیش‌ترشان حتی در برنامه‌های آن شرکت داشته‌اند. طبق گزارش الیزابت براون، عصب‌پژوه برخی باورهای اعضای نوفپ به شدت زیر سؤال است. یک روان‌شناس به نام دیوید جی. لِی در این رابطه نوشته است: «من با آنان مخالف نیستم ولی معتقدم ایده آن‌ها ساده‌اندیشانه، ناشیانه و مبلغ نوعی فروکاست‌گرایی غمگینانه و نشان‌دهنده نوعی تصویر مخدوش از کنش‌های جنسی مردان و نرینگی است».
رفتارشناسان برای بررسی اعتیاد جنسی از داده‌های ایجاد شده توسط نوفپ بهره برده‌اند. رابرت وایز از هافینگتن پست نوفپ را یک پس‌رانش فناوری قلمداد می‌کند. این تلاش اعضای نوفپ برای پرهیزگاری همچنین به سبب ایجاد عوارض جانبی همچون نعوظ‌های طولانی‌مدت یا لیبیدوی شدید در مردان، مورد نقد واقع شده است.